# Байков, Илья Иванович
Илья́ Ива́нович Байко́в (1768, Загудаевка — 17 апреля 1838, Санкт-Петербург) — кучер императора Александра I.

## Биография
Был дворовым человеком капитан-лейтенанта Дмитрия Александровича Лукина и вообще единственным его крепостным. Когда барин его перебрался в Петербург, где поступил в Морской корпус, то он отпустил своего друга и спутника Илью на волю. Байков записался в петербургские мещане. 1 декабря 1801 года Илья Байков был нанят в придворную конюшню кучером для разъездов императора Александра I. 30 марта 1804 года получил лейб-кучерское содержание.
Пользовался большим расположением Александра I. В 1808 году ему было пожаловано дворовое место на Фонтанке, между Аничковым и Чернышёвым мостами (позднее, в 1828 году оно было выкуплено обратно в казну по случаю постройки двух корпусов Александринского театра). 29 января 1810 года высочайшим повелением Илья Байков исключён из мещанского сословия со всем семейством и зачислен в лейб-кучеры. В 1813 году он получил ссуду в 20 тысяч рублей для постройки дома, а 16 июля 1824 года эта сумма была полностью списана.

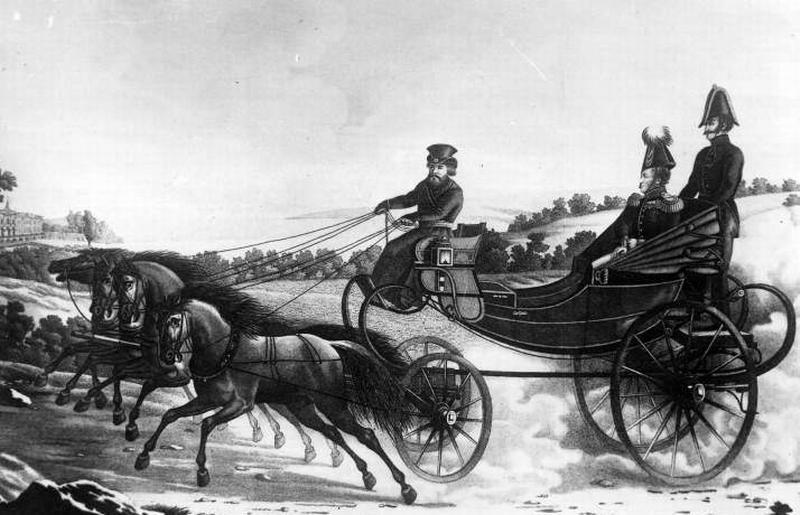
Император Александр I в коляске подъезжает к загородному дворцу

Байков сопровождал императора во всех его поездках и путешествиях и в России, и за границей от начала царствования и до смерти Александра I: «в 1807 — за границей, в 1809 — в Финляндию, с 1812 про 1815 — при армии, с 1817 по 1820 — по России и в Варшаве, в 1821 — за границей в Вене, с 1822 по 1825 — по России, в Варшаве и Таганроге». Запрягали лошадей другие кучера, но правил всегда Байков.

После смерти Александра I Байков привёз тело императора из Таганрога в Москву, где случился известный эпизод, когда он не уступил место на парадном катафалке парадному траурному кучеру князя Юсупова. По свидетельству Александра Булгакова, князь Юсупов заявил, что неприлично кучеру с бородой править парадным экипажем, на что Байков ответил: «Так прикажите мне выбрить сейчас бороду; я возил Государя живого и теперь не оставлю тела его». В итоге московский губернатор князь Дмитрий Голицын разрешил остаться на козлах Байкову. Жена английского посланника леди Дисборо в марте 1826 году писала своим родным из Петербурга:
Кучер Илья... весьма любопытная личность. Мне удалось различить его седую бороду, которую по этикету ему полагалось бы сбрить; однако он, прорыдав три дня, пришёл в таком жалкое состояние, что ему было позволено её оставить. Говорят, что ничто так не успокоило народ в отношении подлинной смерти императора, как то обстоятельство, что он лично вез катафалк; ведь ходили толки, что он не умер, а находится в заключении,  и что все эти похороны и т. п., являются подлогом. Но когда народ видел Илью, он знал, что тот никому не позволил бы себя обмануть и что никому не удалось бы убедить его везти что-нибудь еще, кроме тела покойного господина.

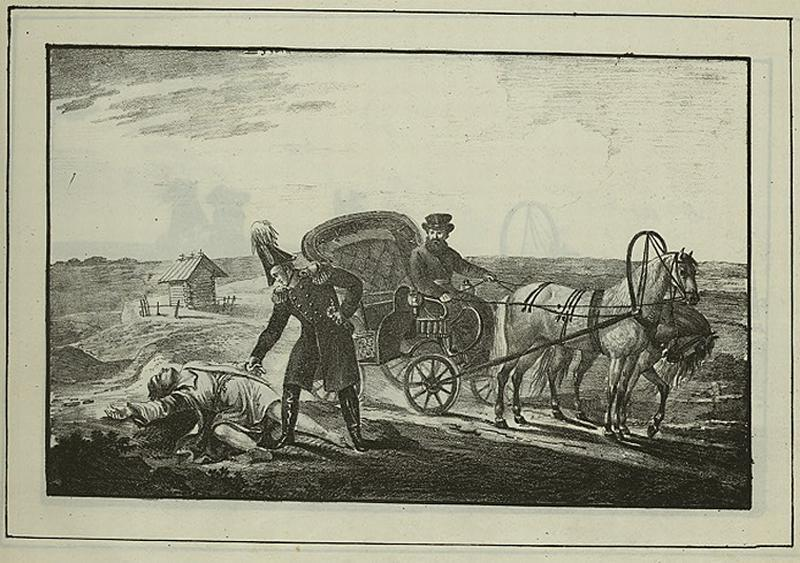
Император Александр I на Охте. Исторический случай

В 1826 году он получил золотую медаль с портретом Александра I для ношения на шее на Андреевской ленте, «знак отличия» от короля Пруссии и пожалован расписанным золотом бархатным кафтаном. Он продолжал служить, ездил он теперь с императрицей Александрой Фёдоровной, сопровождая её в том числе в Москву, Одессу, Варшаву и Ревель.
24 января 1836 года Илья Байков был уволен со службы «за старостью и слабостью здоровья» с пенсией в 1000 рублей в год. В формуляре было сказано: «Служил, при отлично хорошем поведении, усердно и беспорочно, в отпусках не был». Скончался 17 апреля 1838 года. Был похоронен на Волковском кладбище, где ему был поставлен памятник в виде колонны, которая к 1906 году начала разрушаться.
Илья Иванович был дважды женат. Первая его жена бесследно пропала, однажды выйдя из дома. Вторую жену звали Натальей Михайловной Александровой (1792 года рождения), всего он имел 5 сыновей и 3 дочери. Один из сыновей, Пётр (1817 г. р.) стал художником, окончив Академию художеств. В 1838 году он получил серебряную медаль за картину «Группа отдыхающих кавалеристов», в 1839 году получил звание художника IV класса. Работал в основном в жанре батальной живописи.

## Близость к императору

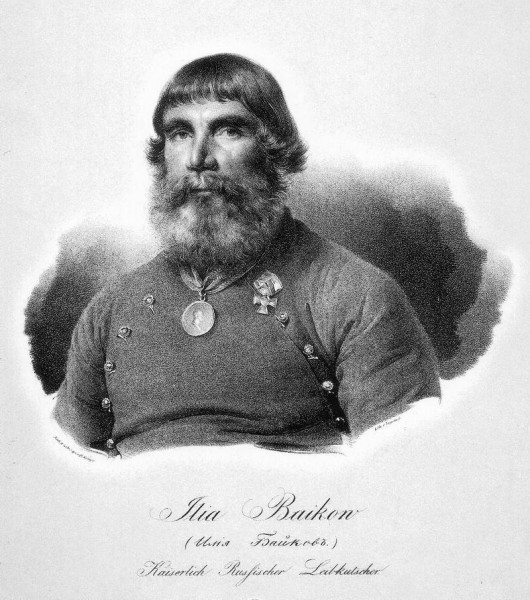
Гравюра Леграна по оригиналу Крюгера

Илья Байков обладал огромной силой: мог осадить на задние ноги четвёрку лошадей на полном скаку. Он любил вспоминать и рассказывать о том, как они с барином, капитаном Лукиным, человеком легендарным, благодаря своей феноменальной силе, однажды побили целую шайку разбойников. В Петербурге Илья Иванович был известен как «добрый человек», который при случае мог помочь, пожалев человека, который сам в силу своего положения не мог обратиться с просьбой к императору. Он хорошо изучил характер Александра I, и знал, когда тот в хорошем настроении, и к нему можно обратиться с просьбой. Он то сам ходатайствовал за кого-нибудь, то устраивал так, что в заранее известном месте лошадь его переступала постромку, и пока он исправлял положение, проситель успевал подать прошение императору. Александр I порой замечал это и говорил: «Илья, опять это твои штуки», но обычно цель достигалась, о чём сам Байков добродушно рассказывал после. По свидетельству Ф. Булгарина, в 1807 году после получения известия о том, что его бывший барин, капитан 1-го ранга, командир линейного корабля «Рафаил» Дмитрий Лукин погиб в ходе Афонского сражения, Байков рассказал о смерти друга императору. Тот назначил пенсию вдове, а сыновей Константина и Николая устроил в Пажеский корпус, из которого они вышли офицерами.
Близость Байкова к императору сделала его весьма влиятельным человеком в столице. Его расположения искали многие. По рассказу Н. И. Лорера однажды кучер помог генеральше Лошаковой подать прошение и освободить мужа из под ареста. А. М. Тургенев в своих «Записках» рассказывал:
«…видел также своими глазами, как генерал-адъютант Фёдор Петрович Уваров, обвешенный орденами, как далмацкий осел — водоносными с побрякушками кисами, лез на козлы коляски, стоявшей пред крыльцом Казанскаго собора, из котораго Александр Павлович, по выслушании молебствия, вышел и садился в коляску отправиться в путь; и Уваров на козлах обнимал Илью Ивановича Байкова—лейб-кучера.»
Впрочем, иногда и Байкову случалось вызвать недовольство императора. Так Н. И. Лорер в «Записках декабриста» вспоминал, как в 1822 году Байков оказался на главной гауптвахте Зимнего дворца с приказом «по воле его величества содержать под арестом… впредь до приказания». Разговорившись с знаменитым гостем, чьего расположения искали многие, Лорер узнал, что наказан кучер был за слово «Знаю». Александр I почти никогда не говорил вслух, куда надо ехать, только кивал в нужную сторону, поэтому кучеру приходилось часто оборачиваться. И однажды на очередное такое молчаливое указание с его языка слетело «Знаю, ваше величество». Император разгневался: «Кучер ничего не должен знать, кроме лошадей!»

## Память

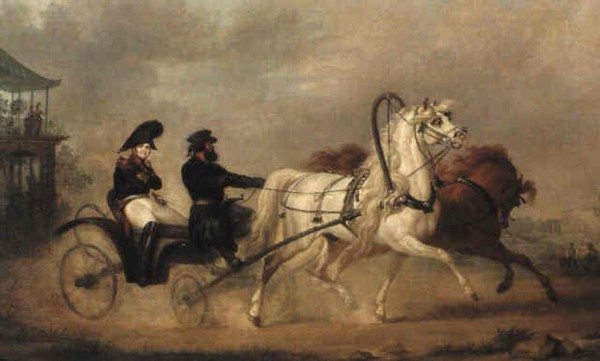
Император Александр I в коляске

Известный писатель Валентин Пикуль посвятил Д. А. Лукину и И. И. Байкову историческую миниатюру «Двое из одной деревни».
Также Байков является персонажем многих исторических анекдотов разной степени достоверности об Александре I. Из известных можно привести случай, когда министра внутренних дел Кочубея предложили в почётные члены Академии художеств, ставя тому в заслугу близость к царю. На что вице-президент академии Александр Лабзин предложил кандидатуру Байкова: он не только ближе всех, но ещё и впереди государя сидит. Эта фраза стоила Лабзину ссылки в Симбирскую губернию.
Другим известным анекдотом является история о том, как император, застигнутый дождём, вскочил к первому попавшемуся извозчику и велел везти в Зимний дворец. Тот принял его за офицера из дворцового караула. У Александра I по обыкновению не было с собой денег, поэтому он попросил извозчика подождать, когда ему вынесут деньги. Тот решив, что офицер старается убежать, потребовал в залог шинель. Через несколько минут вышел лакей и отдал извозчику рубль серебром, что равнялось примерно месячному его доходу, однако меньше чем стоимость шинели. Извозчик возразил, что он не отдаст дорогую вещь неизвестно кому. Пришлось Илье Байкову, которого, в отличие от царя, в лицо знал почти весь Петербург, самому выходить и расплачиваться с извозчиком, только тогда тот поверил, что возил самого императора.
Сохранилось несколько портретов лейб-кучера.